# エリザベート・ド・ベルジック
エリザベート・ド・ベルジック（Élisabeth de Belgique、全名 仏：エリザベート・テレーズ・マリー・エレーヌ（Élisabeth Thérèse Marie Hélène）、蘭：エリサベツ・タレイシア・マリア・ヘレナ （Elisabeth Theresia Maria Helena）、2001年10月25日 - ）は、ベルギーの王女、王太女。称号はブラバント女公（仏: Duchesse de Brabant、蘭: Hertogin van Brabant）。

## 人物
2001年、エリザベートは当時王太子であったブラバント公フィリップと同妃マティルドの第1王女として、アンデルレヒトで誕生した。
ベルギーではさかのぼること1991年に憲法が改正され、王位の継承は男女の区別なく長子先継制となっていた。エリザベートに続いて2003年にガブリエル王子、2005年にエマニュエル王子の弟2人が誕生したが、エリザベート王女の王位継承順位は父王太子に継ぐ第2位のまま変わることはなかった。
父王太子が2013年7月に国王に即位すると、エリザベート王女は同国王太女の称号であるブラバント公位を継承、ブラバント女公となり、同国王位の法定推定相続人となった。エリザベート王太女が即位した場合、ベルギー初の女王が誕生することになる。

## 教育
2004年から2018年6月までブリュッセルのサンジャン・バークマンズ・カレッジでオランダ語での教育を受けた。2018年9月、イギリス・ウェールズのアトランティック・カレッジ（UWC）に入学。2020年3月にCOVID-19のパンデミックの影響でベルギーへの帰国を余儀なくされたが、学校が設置した遠隔教育プラットフォームによる学習を継続し、同年5月に高等教育修了と共に国際バカロレア資格を取得。
2020年9月、父王フィリップも卒業したベルギー王立陸軍士官学校で軍事的訓練を受けながら社会・軍事科学を専攻する1年間のプログラムに参加。2021年10月にオックスフォード大学リンカーン・カレッジに入学（専攻は歴史学と政治学）し卒業。その間、夏休みを利用して演習に参加するなど士官学校の課程の受講も続け、2023年9月陸・海・空軍少尉に任官。2024年オックスフォード大学を卒業後は、ハーバード大学ケネディスクールに進学している。
| 上位 ― | ベルギー王位継承権者 継承順位第1位 | 下位 ガブリエル ベルギー王子 |